# Rączki (Varmie-Mazurie)
Pour les articles homonymes, voir Raczki.
Rączki est un village de Pologne, situé dans le gmina de Nidzica, dans le powiat de Nidzica, dans la voïvodie de Varmie-Mazurie.

## Histoire
De 1752 à 1945, Rontzken fait partie de l'arrondissement de Neidenburg (de) dans la province de Prusse-Orientale.